# OpenSUSE
openSUSE je prosto dostopna in odprta splošno namenska distribucija operacijskega sistema GNU/Linux. Razvija in podpira ga svetovna skupnost združena v openSUSE Project, ki ga sponzorira Novell.

## Zgodovina
Leta 1992 je nastalo podjetje S.u.S.E to je kratica za »Software und System Entwicklung« v prevodu iz nemščine pomeni razvoj programske opreme in sistemov. Začelo se je z distribuiranjem distribucije Slackware tistim, ki so želeli imeti Linux. Napisali so tudi nemški prevod dokumentacije distribucije slackware. Ampak ker so se kasneje odločili, da potrebujejo boljši način inštalacije in konfiguracije, so se odločili, narediti svojo distribucijo. Za osnovo so vzeli distribucijo jurix razvijalca Floriana LaRochea. Tako se je začel razvoj S.u.S.E Linux distribucije ter konfiguraciskega orodja YaST - yust another setup tool. 
- S.u.S.E. Linux 4.2, ki je izšla v maju 1996, je bila prva prava izdaja.
- S.u.S.E. Linux 4.3; september 1996
- S.u.S.E. Linux 4.4; maj 1997
- S.u.S.E. Linux 5.0; julij 1997
- S.u.S.E. Linux 5.1; oktober 1997
- S.u.S.E. Linux 5.2; 23. marec 1998
- S.u.S.E. Linux 5.3; 10. september 1998
- S.u.S.E. Linux 6.0; 21. december 1998
- S.u.S.E. Linux 6.1; 7. april 1999
- S.u.S.E. Linux 6.2; 12. avgust 1999
- S.u.S.E. Linux 6.3; 5. november 1999
- S.u.S.E. Linux 6.4; 9. marec 2000
- S.u.S.E. Linux 7.0; 27. september 2000
- S.u.S.E. Linux 7.1; 24. januar 2001
- S.u.S.E. Linux 7.2; 15. junij 2001
- S.u.S.E. Linux 7.3; 13. oktober 2001
- S.u.S.E. Linux 8.0; 22. april 2002
- S.u.S.E. Linux 8.1; 30. september 2002
- S.u.S.E. Linux 8.2; 7. april 2003
- S.u.S.E. Linux 9.0; 15. oktober 2003

Januarja 2004 je S.u.S.E Linux project prevzel Novell.
- S.u.S.E. Linux 9.1; 23. april 2004
- S.u.S.E. Linux 9.2; 25. oktober 2004
- S.u.S.E. Linux 9.3; 15. april 2005

Avgusta 2005 je Novell odprl projekt javnosti pod imenom »openSUSE project«.
- SUSE Linux 10.0; 6. oktober 2005
- SUSE Linux 10.1; 11. maj 2006
- openSUSE 10.2; 7. december 2006
- openSUSE 10.3; 4. oktober 2007
- openSUSE 11.0; 19. junij 2008
- openSUSE 11.1; 18. december 2008
- openSUSE 11.2; 12. november 2009
- openSUSE 11.3; 15. julij 2010
- openSUSE 11.4; 10. marec 2011

Naslednja različica openSUSE 12.1 izide 16. novembra 2011.